# 新加坡漢語
新加坡有74.2%的人口是華人，因此漢語為新加坡的主要語言之一。
新加坡的漢語有：
- 新加坡福建話
- 新加坡潮州話
- 新加坡粵語
- 新加坡客家話
- 新加坡海南話
- 新加坡福州话
- 基於北京音的「标准官話」，1960年代改稱新加坡華語